# 1914 (numero)
Millenovecentoquattordici (1914) è il numero naturale dopo il 1913 e prima del 1915.

## Proprietà matematiche
- È un numero pari.
- È un numero composto da 16 divisori: 1, 2, 3, 6, 11, 22, 29, 33, 58, 66, 87, 174, 319, 638, 957, 1914. Poiché la somma dei suoi divisori (escluso il numero stesso) è 2406 > 1914, è un numero abbondante.
- È un numero tetraprimo, ovvero ricavabile dal prodotto di 4 numeri primi distinti.
- È un numero pratico.
- È un numero semiperfetto in quanto pari alla somma di alcuni (o tutti) i suoi divisori.
- È un numero malvagio.
- È parte delle terne pitagoriche (248, 1914, 1930), (1320, 1386, 1914), (1914, 2160, 2886), (1914, 2552, 3190), (1914, 3248, 3770), (1914, 7448, 7690), (1914, 9152, 9350), (1914, 10440, 10614), (1914, 27720, 27786), (1914, 31552, 31610), (1914, 83248, 83270), (1914, 101752, 101770), (1914, 305280, 305286), (1914, 915848, 915850).

## Astronomia
- 1914 Hartbeespoortdam è un asteroide della fascia principale del sistema solare.

## Astronautica
- Cosmos 1914 è un satellite artificiale russo.